# Poolstar
Poolstar ist eine Berliner Rockband.
Die Band Poolstar wurde 2003 gegründet und bestand zunächst aus den Mitgliedern Töff Malstroem (Gesang), Felix Kinniro (Gitarre) und Dr. HouZa (Schlagzeug). 2007 stieg Aalbert von Spree (Bass) in die Band ein, bis dahin wurde der Bass mittels einer Roland Groovebox eingespielt.
Nach dem Ausstieg von Drummer Dr. HouZa Anfang 2010 bestritt die Band ihre Auftritte zunächst wechselnd mit den Schlagzeugern Knofi und Sebastian Deufel, seit Mai 2011 ist das Schlagzeug von Biffy Dom besetzt.
Der Name Poolstar ist eine Hommage an den 1969 in einem Pool verstorbenen Mitbegründer der „Rolling Stones“, Brian Jones.
Die Band trat als Vorband bei mehreren Konzerten, unter Anderen bei Die Ärzte auf der 2008er Jäzzfäst Tour, bei Abwärts, Die Happy, Itchy Poopzkid, One Fine Day, State Radio und The Living End, sowie auf diversen Festivals auf.
2006 schrieb Poolstar mit Blow Your Mind Away die offizielle Hymne für die Veranstaltung Night of the Jumps des Verbandes International Freestyle Motocross (IFMXF).
Das Album „4“ von 2009 wurde von „Die Ärzte“-Bassist Rodrigo González (Rod) produziert und am 28. August 2009 veröffentlicht.

## Diskografie

### Singles
- 2005: Blow Your Mind Away
- 2007: Ramona (Come With Me)
- 2007: School’s Out / Cause I Say So
- 2008: Silverspoon 2.0
- 2009: Something in Your Eyes
- 2010: Summertime

### Alben
- 2004: Losing Gravity
- 2006: Poolstar
- 2009: 4